# Luštěnice
Luštěnice település Csehországban, a Mladá Boleslav-i járásban. Luštěnice Benátky nad Jizerou, Brodce, Čachovice, Němčice, Dobrovice, Kosořice és Smilovice településekkel határos. Lakosainak száma 2255 fő (2024. január 1.).

## Népesség
A település lakosságának változását az alábbi diagram mutatja:
| Lakosok száma | 814  | 1061 | 1242 | 1180 | 858  | 1380 | 2163 | 2203 | 2210 | 2255 |
|               | 1869 | 1890 | 1921 | 1950 | 1980 | 2001 | 2017 | 2019 | 2022 | 2024 |